# Juan Manuel Vargas
Juan Manuel Vargas (Magdalena del Mar, 5 oktober 1983) is een Peruviaans voetballer die bij voorkeur als aanvaller speelt. Hij tekende in augustus 2015 een contract tot medio 2017 bij Real Betis, dat hem transfervrij overnam van ACF Fiorentina. Vargas debuteerde in 2004 in het Peruviaans voetbalelftal.

## Interlandcarrière
Vargas debuteerde in 2004 in de nationale ploeg van Peru. Onder leiding van bondscoach Paulo Autuori maakte hij op 13 oktober zijn debuut tijdens een WK-kwalificatiewedstrijd in en tegen Paraguay (1–1) in Asunción. Daarna speelde hij meer dan 50 interlands, waaronder voornamelijk kwalificatiewedstrijden voor de wereldkampioenschappen in 2010 en 2014. In de zomer van 2011 speelde Vargas zijn eerste interlandtoernooi: de Copa América 2011, waarin hij vier wedstrijden speelde. Een van die wedstrijden was de van Colombia gewonnen kwartfinale (0–2 na verlenging), met Vargas als een van de doelpuntenmakers. In de verloren halve finale (0–2) bepaalde de Uruguayaan Luis Suárez de eindstand binnen een uur met twee doelpunten vijf minuten na elkaar. Tien minuten later kreeg Vargas zijn tweede gele kaart en moest hij met een rode kaart het veld verlaten. In mei 2015 werd Vargas opgenomen in de selectie voor de Copa América 2015, zijn tweede interlandtoernooi.

## Erelijst
| Primera División (Winnaar Apertura) | 1x | 2002 |